# Telescopus dhara
Espèce
Synonymes
- Coluber dhara Forskal, 1775
- Tarbophis guentheri Anderson, 1895
- Tarbophis dhara somalicus Parker, 1949

Statut de conservation UICN

 LC  : Préoccupation mineure
Telescopus dhara  est une espèce de serpents de la famille des Colubridae.

## Répartition
Cette espèce se rencontre à Oman, aux Émirats arabes unis, en Arabie saoudite, au Yémen, en Israël, en Jordanie, en Égypte, au Maroc, en Algérie, en Tunisie, en Libye, au Soudan, au Soudan du Sud, en Éthiopie, en Érythrée, en Somalie, en Ouganda, au Cameroun, en République centrafricaine, au Nigeria, au Mali, au Burkina Faso, au Niger, au Tchad et dans le nord du Kenya.

## Sous-espèces
Selon The Reptile Database (12 mars 2013) :
- Telescopus dhara dhara (Forskål, 1775)
- Telescopus dhara somalicus (Parker, 1949)

## Publications originales
- Forskål, 1775 : Descriptiones Animalium: Avium, Amphibiorum, Piscium, Insectorum, Vermium; quae in Itinere Orientali Observavit. Post mortem auctoris edidit Carsten Niebuhr Hauniae [Copenhagen]: Mölleri, p. 1-164 (texte intégral).
- Parker, 1949 : The snakes of Somaliland and the Sokotra islands. Zoologische Verhandelingen, vol. 6, p. 1-115 (texte intégral).